# Административное деление Андорры

## История

### 1965 — 1970 годы
Столица — Андорра.
Андорра — государство в Юго-Западной Европе на Пиренейском полуострове. Республика под совместным протекторатом Франции и Испании (Ургельского епископа).
Площадь — 0,5 тыс. км².
Население — 10,0 тыс. человек (по оценке 1962 года).
Государственный язык — испанский.
В административном отношении Андорра разделена на 6 общин.
В городе Андорра (Андорра-ла-Вьеха) около 1,5 тыс. жителей.
| № на карте | Община             | Административный центр |
| ---------- | ------------------ | ---------------------- |
| 5          | Андорра-ла-Вьеха   | Андорра-ла-Вьеха       |
| 3          | Канильо            | Канильо                |
| 1          | Массана            | Массана                |
| 2          | Ордино             | Ордино                 |
| 6          | Сент-Юлиа-де-Лориа | Сент-Юлиа-де-Лориа     |
| 4          | Энкамп             | Энкамп                 |

### 1971 — 1991 годы
Столица — Андорра.
Андорра — государство в Юго-Западной Европе на Пиренейском полуострове. Республика под совместным протекторатом Франции и Испании (Урхельского епископа).
Площадь — 0,5 тыс. км².
Население — 19 тыс. человек (по оценке 1969 года).
Государственные языки — испанский и французский.
В административном отношении Андорра разделена на 6 общин.
В городе Андорра (Андорра-ла-Вьеха) — около 2,3 тыс. жителей (1970 год).
| № на карте | Община             | Административный центр |
| ---------- | ------------------ | ---------------------- |
| 5          | Андорра-ла-Вьеха   | Андорра-ла-Вьеха       |
| 3          | Канильо            | Канильо                |
| 1          | Массана            | Массана                |
| 2          | Ордино             | Ордино                 |
| 6          | Сент-Юлиа-де-Лориа | Сент-Юлиа-де-Лориа     |
| 4          | Энкамп             | Энкамп                 |

#### Изменения
- С 1978 года Андорра разделена на семь общин. 14 июня 1978 года Эскальдес-Энгордань отделяется от Андорры-ла-Велья как община.

## Общины Андорры
Андорра в административном отношении разделена на 7 общин (кат. parròquies, ед. ч. кат. parròquia — «приход, паррокия»). Последняя, седьмая община — Эскальдес-Энгордань была образована в 1978 году.
Некоторые общины имеют дальнейшее территориальное деление. Некоторые делятся на четверти («кварты», кат. quarts):
- Ордино — 5 quarts: Sornàs, Ansalonga, la Cortinada, Llorts и собственно Ордино.
- Ла-Масана — 7 quarts: Pal, Arinsal, Erts, Sispony, Anyós, l’Aldosa и столица Массана
- Сан-Жулиа-де-Лория — 5 quarts: Quart de Bixessarri, Quart d’Aixirivall, Quart d’Auvinyà, Quart de Fontaneda и Quart de Nagol.

а Канильо разделён на {\displaystyle \geqslant 10} кат. veïnats («соседства»), соответствующие деревням, которые имеются в других общинах.
| Флаг         | Герб | Община  | Община                                 | Площадь, км² | Население, чел. (2012) | Плотность, чел./км² | Административный центр                 | www |
| Флаг         | Герб | ZIP-код | Название                               | Площадь, км² | Население, чел. (2012) | Плотность, чел./км² | Административный центр                 | www |
| ------------ | ---- | ------- | -------------------------------------- | ------------ | ---------------------- | ------------------- | -------------------------------------- | --- |
|              |      | AD500   | Андорра-ла-Велья Andorra la Vella      | 12 (7)       | 22 398 (1)             | 1866,50 (1)         | Андорра-ла-Велья Andorra la Vella      |     |
|              |      | AD100   | Канильо Canillo                        | 110 (1)      | 4133 (7)               | 37,57 (7)           | Канильо Canillo                        |     |
|              |      | AD400   | Ла-Масана La Massana                   | 61 (4)       | 9902 (4)               | 162,33 (3)          | Ла-Масана La Massana                   |     |
|              |      | AD300   | Ордино Ordino                          | 90 (2)       | 4417 (6)               | 49,08 (6)           | Ордино Ordino                          |     |
|              |      | AD600   | Сан-Жулиа-де-Лория Sant Julià de Lòria | 61 (5)       | 9063 (5)               | 148,57 (4)          | Сан-Жулиа-де-Лория Sant Julià de Lòria |     |
|              |      | AD200   | Энкам Encamp                           | 84 (3)       | 12 051 (3)             | 143,46 (5)          | Энкам Encamp                           |     |
|              |      | AD700   | Эскальдес-Энгордань Escaldes-Engordany | 30 (6)       | 14 282 (2)             | 476,07 (2)          | Эскальдес-Энгордань Escaldes-Engordany |     |
| Флаг Андорры |      | AD      | Княжество Андорра Principat d'Andorra  | 468(178)     | 76 246(203)            | 162,92              | Андорра-ла-Велья Andorra la Vella      |     |